# 北山乡 (都昌县)
北山乡，是中华人民共和国江西省九江市都昌县下辖的一个乡镇级行政单位。

## 行政区划
北山乡下辖以下地区：
北山社区、徐中市社区、芙蓉村、团山村、塘湖村、素仙村、余铺村、河垅村、桃树岭村、跑马巷村、松峦村、邹家咀村、扒船塘村、夏家山村和横山村。